# 蕭鑑
蕭 鑑（しょう かん、471年 - 491年）は、南朝斉の皇族。始興簡王。字は宣徹。高帝蕭道成の十男。

## 経歴
蕭道成と何太妃のあいだの子として生まれた。昇明3年（479年）、蕭道成が斉王となると、蕭鑑は開国県公に封じられた。同年（建元元年）、蕭道成が皇帝に即位すると、広興王に封じられ、後に始興王に改封された。
永明2年（484年）、武帝により持節・都督益寧二州諸軍事・前将軍・益州刺史に任じられた。蕭鑑は学問を好み、文章を得意とし、記室参軍の蔡仲熊と張儀楼に登って、先人の言行と蜀土の人物について評論しあった。広漢郡什邡県の民の段祖が古礼器の錞を蕭鑑に献上した。銅馬に水をそそいで、あふれた水のしたたるのを錞の器に受けさせると、玲瓏な良音を響かせた。永明5年（487年）、蕭鑑は長さ9尺3寸紅色の龍角1枚を武帝に献上した。永明8年（490年）、安西将軍に進んだ。
永明9年（491年）、散騎常侍・秘書監となり、領石頭戍事をつとめた。左衛将軍に転じたが、受けないうちに病床についた。武帝は南康王蕭子琳の青陽巷の新居が落成した祝いの宴会を開いていたが、その日に蕭鑑の病が重くなったと聞くと、容態を問う使者を何度も派遣し、宴の音楽を止めるよう命じた。まもなく蕭鑑は死去した。享年は21。中軍将軍の位を追贈された。諡は簡といった。

## 伝記資料
- 『南斉書』巻35 列伝第16
- 『南史』巻43 列伝第33